# Burra (Shetland)

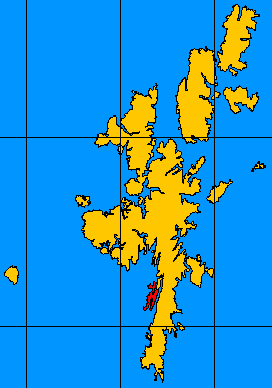
Burra (rot) innerhalb der Shetlandinsel

Burra ist der kollektive Name der zwei schottischen Shetlandinseln West Burra und East Burra, letztere mit Houss Ness.
Die beiden Insel haben zusammengenommen eine Landfläche von 12,71 km², und 852 Einwohner zum Stand des Zensus vom 27. März 2011. Hauptinsel ist West Burra mit 7,43 km² und 776 Einwohnern.
Der Name Burra, früher auch Burray, steht auch für eine ehemalige Civil parish der schottischen Shetlandinseln. Diese wurde 1891 mit zwei weiteren Civil parishes (Quarff und Culberwick) in die Civil parish Lerwick (Hauptstadt der Shetlandinseln) eingegliedert, nachdem sie zwischenzeitlich zur Civil parish Bressay, Burra, and Quarff gehört hatte.
Burra steht außerdem für eine bestehende Quoad sacra parish der Church of Scotland. Dieses Gebiet umfasste bzw. umfasst neben den beiden genannten Hauptinseln West Burra und East Burra noch einige kleinere, aktuell unbewohnte Inseln wie South Havra (0,59 km²) und Little Havra (0,12 km²) im Süden und Papa (mit West Head of Papa, 0,60 km²) im Norden. Zusammen mit Trondra, das zur Civil parish Tingwall gehört, bildet Burra die Community council area Burra and Trondra. Die genannten Inseln und weitere Inseln gehören zur Gruppe der Scalloway Islands im südwestlichen Bereich der Shetlandinseln.
Die Gesamtfläche der früheren Civil parish betrug 14,02 km².